# Edgars Masaļskis
Edgars Masaļskis (* 31. März 1980 in Riga, Lettische SSR) ist ein ehemaliger lettischer Eishockeytorwart, der über viele Jahre in der Kontinentalen Hockey-Liga bei Dinamo Riga, dem HK Jugra Chanty-Mansijsk und dem HK Lada Toljatti aktiv war. In Deutschland spielte er für die Füchse Duisburg sowie in der Schweiz für den HC Ambrì-Piotta. Zudem war er über viele Jahre Stammtorhüter der lettischen Nationalmannschaft. Seit seinem Karriereende 2017 arbeitet er als Trainer.

## Karriere
Edgars Masaļskis begann seine Karriere als Eishockeytorwart in seiner lettischen Heimat, wo er von 1996 bis 1998 zunächst für HK Lido Nafta Riga und HK Riga aktiv war. Anschließend stand er vier Jahre bei HK Liepājas Metalurgs unter Vertrag, mit dem der er 2000 und 2002 jeweils lettischer Meister wurde. In der Saison 2002/03 spielte Masaļskis erstmals im Ausland, wo er für HK Sibir Nowosibirsk aus der Russischen Superliga, so wie Mörrum GoIS aus der schwedischen Allsvenskan spielte. Zudem stand der Lette erneut in seiner Heimat bei HK Liepājas Metalurgs unter Vertrag. In der Saison 2003/04 wurde Masaļskis mit HK Riga 2000 zum dritten Mal in seiner Karriere lettischer Meister.
Es folgte eine turbulente Saison, in der der Lette in Tschechien für HC Energie Karlovy Vary, HC Dukla Jihlava und IHC Písek auf dem Eis stand. Nach einem Jahr bei Neftjanik Almetjewsk in der zweiten russischen Eishockeyliga zog es den Torwart 2006/07 nach Belarus, wo er für den HK Minsk und HK Junost Minsk aktiv war. Zudem spielte Masaļskis 16-mal in der Eishockey-Oberliga für die Wölfe Freiburg.
Nach einer weiteren Spielzeit in der Belarussischen Extraliga bei Metallurg Schlobin wechselte er 2008 zu Dinamo Riga aus der neu gegründeten KHL. Im September 2008 wurde er bei einem Raubüberfall verletzt und später von seinem Club suspendiert. Daher wechselte Masaļskis im Januar 2009 zu den finanziell angeschlagenen Füchsen Duisburg in die Deutsche Eishockey Liga. Nach Auflösung des Duisburger Clubs kehrte er zu Dinamo Riga zurück.
Am 7. Januar 2010 erzielte er sein erstes Tor in der KHL gegen Amur Chabarowsk, als deren Torhüter Tyler Moss das Tor verließ, der Puck jedoch in dieses trudelte.
Im Juni 2010 wechselte Masaļskis innerhalb der KHL zum HK Jugra Chanty-Mansijsk, für den er drei Jahre lang in der KHL aktiv war und dabei gute bis sehr gute Leistungen zeigte. Die zweite Hälfte der Saison 2013/14 verbrachte er beim HK ŠKP Poprad und gehörte in der slowakischen Extraliga zu den statistisch besten Schlussmännern. Im Juli 2014 kehrte er schließlich zu Dinamo Riga zurück, konnte dort aber nicht an frühere Leistungen anknüpfen und wurde im Dezember des gleichen Jahres entlassen. Seit Januar 2015 steht er beim HC Ambrì-Piotta aus der National League A unter Vertrag und ersetzt dort die verletzten Sandro Zurkirchen und Michael Flückiger.
Zwischen August 2015 und dem Ende der Saison 2016/17 stand Masaļskis dann beim HK Lada Toljatti aus der Kontinentalen Hockey-Liga unter Vertrag und absolvierte 53 KHL-Partien für den Klub. Anschließend beendete er seine Karriere und wurde im September 2017 Assistenztrainer bei Dinamo Riga. Parallel dazu war er Torwarttrainer bei der lettischen Nationalmannschaft. 2020 erhielt er keinen neuen Vertrag bei Dinamo und war anschließend Assistenztrainer des lettischen Nationalteams.

### International

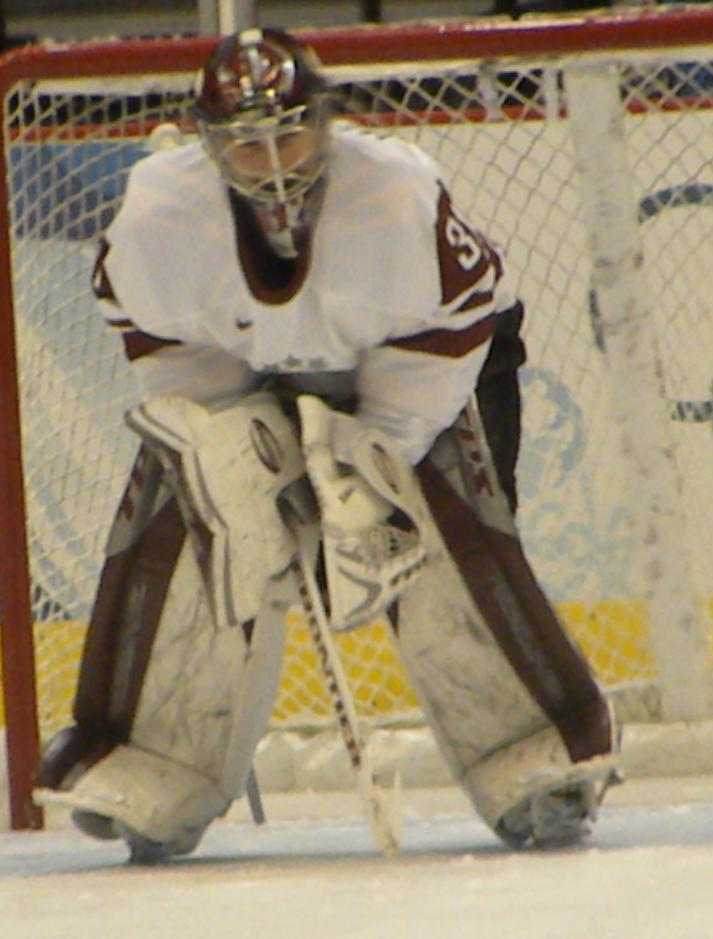
Edgars Masaļskis im Trikot der lettischen Nationalmannschaft

Für Lettland nahm Edgars Masaļskis an den Junioren-B-Weltmeisterschaften 1999 und 2000 sowie den A-Weltmeisterschaften 2003 bis 2016 teil. Zudem stand er im Kader Lettlands bei den Olympischen Winterspielen 2002 in Salt Lake City, 2006 in Turin, 2010 in Vancouver sowie 2014 in Sotschi.

## Erfolge und Auszeichnungen
- 2000 Lettischer Meister mit dem HK Liepājas Metalurgs
- 2002 Lettischer Meister mit dem HK Liepājas Metalurgs
- 2002 Bester Torhüter der East European Hockey League
- 2004 Lettischer Meister mit dem HK Riga 2000
- 2007 IIHF-Continental-Cup-Sieger mit dem HK Junost Minsk

## DEL-Statistik
(Stand: Ende der Saison 2010/11)